# 酒泉街

酒泉街，是台北市大同區的一條道路，不分段。東起中山北路三段（玉門街以東屬於花博公園圓山公園園區的一部份，僅供自行車及行人通行），西至環河北路，途中經過台北捷運圓山站，承德路以西通過至聖公園後至庫倫街轉折往西至環河北路止。
酒泉街與庫倫街聯通，以臺北孔子廟萬仞宮牆東側為界（酒泉街50巷口），轉折45度後經至聖公園交會承德路，再次轉折45度通往捷運圓山站。兩次轉折45度，途經公園，加上大龍街口路牌標示誤導，是造成民眾在酒泉街迷路的三大原因。

## 行經行政區域
台北市中山區，台北市大同區。

## 道路設計

### 車道數
- 環河北路-庫倫街段：東向二線道；西向單線道。
- 庫倫街-承德路段：至聖公園禁行各類車輛之人行道；西向單線單行道。
- 承德路-捷運圓山站段：單向二線道。

### 門牌
- 單號
- 雙號

## 沿線設施
（由東向西）
- 花博公園圓山公園園區
- 臨濟護國禪寺(玉門街9號)
- 捷運圓山站(酒泉街9之1號)
- 至聖公園
- 臺北孔子廟(正門位於大龍街275號)
- 台北市公共自行車租賃系統台北孔廟站
- 大龍峒保安宮(正門位於哈密街61號)
- 臺北市政府工務局衛生下水道工程處(235號)
- 台北市公共自行車租賃系統酒泉迪化街口站